# ФК „Брентфорд“
Футболен клуб Брентфорд е професионален футболен клуб от Лондон, Англия. Отборът се състезава във Висшата лига. Клубът е основан през 1889 г. и играеше своите домакински мачове на Грифин Парк до 2020, когато се премести на Брентфорд Къмюнити Стейдиъм.
Първоначално Брентфорд играе аматьорски футбол, преди да влезе в Лондонската лига през 1896 г. и завършва като вицешампион на Втора дивизия, а след това на Първа дивизия, за да влезе в Южната лига през 1898 г. Те печелят Втората дивизия на Южната лига през 1900 – 01 и са избрани във Футболната лига през 1920 г. Брентфорд печели титлата на Трета дивизия Юг през 1932 – 33 и титлата във Втора дивизия през 1934 – 35. Те прекарват пет сезона в Първа дивизия, достигайки пето място през 1935 – 36, преди три изпадания да вкарат клуба в Четвърта дивизия до 1962 г. Шампион на Четвърта дивизия през 1962 – 63, Брентфорд отпада през 1966 и отново през 1973, след като печели промоция през 1971 – 72. Те играят 14 сезона в Трета дивизия, след като печелят промоция през 1977 – 78 г. и печелят титлата в Трета дивизия през 1991 – 92 г., въпреки че изпадат отново през 1993 г.
Брентфорд отпада в четвъртото ниво през 1998 г. и печели промоция през 1998 – 99.Те отпадат отново през 2007 г. и печелят промоция като шампиони на Втора лига през 2008 – 2009 г., а след това печелят промоция за Чемпиъншип през 2013 – 14. Те не успяват да спечелят плейофите за влизане във Висша Лига през 2015 и 2020 г.
През 2021 г. успяват да победят Суонзи Сити и влизат във Висша Лига. Това е тяхно първо участие в цялата им история.

## Първи отбор
Към 10 юли 2025 г.